# آلانیا
آلانیا (به ترکی استانبولی: Alanya) که پیشتر عَلائیه (به ترکی استانبولی: Alaiye) نام داشت، شهری تاریخی در ترکیه است که در ۱۳۵ کیلومتری شهر آنتالیا قرار دارد. در این شهر اماکن گردشگری فراوانی وجود دارد.
آلانیا (علائیه) از شمال به رشته کوه‌های توروس و از جنوب به دریای مدیترانه و از شرق به قاضی پاشا و از غرب به ماناوگات و سیده منتهی می‌شود. آلانیا به دلیل موقعیت استراتژیکی خود که در یک شبه جزیرهٔ کوچک در دریای مدیترانه در پایین کوه‌های توروس قرار گرفته‌است همیشه به عنوان یک دژ محکم برای بسیاری از امپراطوری‌های مستقر در مدیترانه مانند بطلمیوسی و سلوکی و روم و بیزانس و امپراطوری عثمانی به‌شمار رفته‌است. آلانیا بزرگترین اهمیت سیاسی خود را در قرون وسطی تحت حکومت سلطان علاءالدین کیقباد که نام شهر از اسم او گرفته شده بدست آورد. بسیاری از نقاط دیدنی و تاریخی آلانیا آثار بجا مانده از سلطان کیقباد است مانند برج قرمز و کارخانه کشتی سازی و قلعه آلانیا است.
قلعه سلجوقی که در سده ۱۳ میلادی ساخته شده، مانند تاجی بر سر شبه‌جزیره آلانیا قرار دارد. همچنین قلعه ۸ ضلعی و تاریخی قلعه دختر نیز از مکان‌های دیدنی آلانیا است.

## نام‌ها
نام این شهر در طول قرن‌ها چندین بار تغییر کرده‌است. این شهر در زبان لاتین کوراسسیوم (Coracesium) و در یونانی کوراکسیون (Korakesion) نامیده می‌شد که هر دو از واژهٔ لووی کوراکاسا (Korakassa) به معنای «شهر نوک‌تیز» (پیش‌آمده به صورت نو‌ک‌تیز [در دریا]» گرفته شده بود. زبان لووی از زبان‌های هندواروپایی رایج در آناتولی بود. کلیسای کاتولیک روم هنوز هم نام لاتین این شهر را در متون خود به رسمیت می‌شناسد.
تحت امپراطوری بیزانس این شهر به نام Kalonoros یا Kalon Oros در زبان یونانی به معنای «کوه زیبا» مشهور شد.
سلجوقیان نام شهر را به علائیه تغییر دادند که از نام سلطان علاءالدین کیقباد گرفته شده‌است.
در قرن ۱۳ و ۱۴ تاجران ایتالیایی شهر را به نام Candelore یا Cardelloro نام گذاری کردند.
در سال ۱۹۳۰ مردم آلانیا باخبر شدند که آتاترک قصد دارد روز ۹ مارس از آسپندوس در آنتالیا بازدید کند. کمیته‌ای از شهر برای خوش آمدگویی به آتاترک به آنتالیا رفت. این کمیته به رهبری حمداله امین پاشا از آتاترک برای بازدید آلانیا دعوت نمود. آتاترک به آنها گفت که در سفری دیگر از آلانیا بازدید می‌کند. در بازدید آتاترک از آنتالیا در سال ۱۹۳۱ او بنا بر قولی که به مردم آلانیا در سال گذشته در آسپندوس داد، به آلانیا آمد و با دیدن موزهای سبز و باغ‌های پرتقال و قلعه آلانیا و برج قرمز و کارخانه کشتی سازی احساس شگرفی کرد. سال ۱۹۳۵ مصطفی کمال آتاترک از شهر بازدید نمود و نهایتاً با تغییر حرف “i” و “e” در واژهٔ Alaiye نام شهر را به آلانیا تغییر داد که گزارش شده‌است به دلیل یک تلگراف اشتباهی در سال ۱۹۳۳ اتفاق افتاده‌است.

## تاریخچه
آلانیا در طول تاریخ، بخشی از سرزمین کیلیکیه (Kilikya) و همچنین بخشی از سرزمین پامفیلیا (Pamfilya) محسوب می‌شد و بخشی از امپراتوری ایران بود. سپس زیر سلطه و حاکمیت یونانی‌ها و رومی‌ها درآمد. در دوره امپراتوری روم شرقی نیز به آن نام (Kolonoros) به معنای «کوه زیبا» داده شد. علاءالدین کی‌قباد، پادشاه سلجوقی در سده ۱۳ میلادی نام شهر را به «علائیه» تغییر داد. نهایتاً آلانیا در سال ۱۴۷۱ میلادی، ضمیمه امپراتوری عثمانی گردید.

## آب و هوای آلانیا
آلانیا دارای تابستان گرم با آب و هوای معتدل مدیترانه‌ای و زمستان‌های بارانی و مرطوب است.
این شهر در حوزه مدیترانه ‚ منطقه نیمه گرمسیری فشار بالا که بیشتر باران آن در طول فصل زمستان
می‌بارد و تابستان‌های طولانی و گرم و خشک از خود به جا می‌گذارد قرار دارد که باعث می‌شود که هیت
توریسم آلانیا از شعار «جایی که خورشید لبخند می‌زند» برای معرفی شهر استفاده کنند.
حفره‌های طوفانی گاهی اوقات که به ساحل نزدیک می‌شوند گرداب‌های دریایی بدون ابر را با خود
می‌آورند.
حضور رشته کوه‌های توروس در مجاورت دریا باعث ایجاد مه می‌شود که به نوبهٔ خود رنگین کمان‌های قابل
مشاهده را در بسیاری از صبح‌ها ایجاد کند.
به دلیل هوای معتدل مدیترانه‌ای آلانیا بارش برف در این شهر ممکن نیست اما به دلیل ارتفاع بالای کوه‌های توروس در فصل زمستان منظرهٔ جالب پوشیده شدن کوه‌های توروس از برف در روزهای گرم آلانیا از شهر دیده می‌شود.
دریا در آلانیا سالانه یک متوسط دمای ۲۱٫۴ درجه سانتیگراد و دمای متوسط ۲۸ درجه سانتیگراد در ماه اوت دارد.

## اماکن دیدنی آلانیا
از اماکن دیدنی و مراکز خرید این شهر می‌توان به موارد زیر اشاره کرد.
1. غار داملاتاش
2. غار چاتاک
3. رودخانه دیم یا دیم چای
4. منطقه پیکنیک کادی پینار و اوُبا
5. منظره تراس شهر آلانیا
6. ارک استراحتی اولاش
7. ییلاقها و تفرجگاه‌های شهر آلانیا
8. تفرجگاه دره توربه لیناس
9. پلاژهای شهر آلانیا
10. قلعه سلجوقی (آلانیا)
11. برج قرمز (Kızıl Kule)
12. کارخانه کشتی سازی (Shipyard (tersane)
13. دره سپادره (sepadere canyon)
14. قلعه احمدک (Ehmedek)
15. دروازه منحنی (Egri Gate)
16. خانه و موزه آتاترک
17. مجسمه آتاترک
18. کاروانسراهای آلانیا
19. شهر باستانی آیتاپ (Iotap)
20. سواحل آلانیا (کلئوپاترا و کیقباد)
21. قلعه آلارا